# Puchar Europy Mistrzyń Krajowych siatkarek (1972/1973)
Puchar Europy Mistrzyń Krajowych 1973 – 13. sezon Pucharu Europy Mistrzyń Krajowych rozgrywanego od 1960 roku, organizowanego przez Europejską Konfederację Piłki Siatkowej (CEV) w ramach europejskich pucharów dla żeńskich klubowych zespołów siatkarskich "starego kontynentu".

## Drużyny uczestniczące
- Fenerbahçe SK
- Panathinaikos Ateny
- Tatran Střešovice
- Nim-Se Budapeszt
- SC Uni Bazylea
- VC Hannover
- Hermes Oostende
- Rapid Bukareszt
- Hapoel Hamapil
- Start Łódź
- Fini Modena
- Dinamo Moskwa
- ASPTT Montpellier
- Den Haag
- SC Dynamo Berlin

## Rozgrywki

### Runda wstępna
| Data       | Drużyna 1     | Wynik | Drużyna 2           | Sety |
| ---------- | ------------- | ----- | ------------------- | ---- |
| 03.11.1972 | Fenerbahçe SK | :     | Panathinaikos Ateny |      |
| 12.11.1972 | Fenerbahçe SK | 3:1   | Panathinaikos Ateny |      |

### Runda 1/8
| Data       | Drużyna 1         | Wynik | Drużyna 2            | Sety                             |
| ---------- | ----------------- | ----- | -------------------- | -------------------------------- |
| 03.12.1972 | Nim-Se Budapeszt  | 3:2   | Lewski-Spartak Sofia | 15:5, 10:15, 9:15, 15:1, 15:4    |
| 10.12.1972 | Nim-Se Budapeszt  | 2:3   | Lewski-Spartak Sofia | 11:15, 15:8, 15:10, 12:15, 10:15 |
|            |                   |       |                      |                                  |
| 04.12.1972 | Tatran Střešovice | 3:0   | Uni Bazylea          | 15:7, 15:1, 15:6                 |
| 10.12.1972 | Tatran Střešovice | 3:0   | Uni Bazylea          |                                  |
|            |                   |       |                      |                                  |
|            | VC Hannover       | :     | Hermes Oostende      |                                  |
| 17.12.1972 | VC Hannover       | 2:3   | Hermes Oostende      |                                  |
|            |                   |       |                      |                                  |
| 03.12.1972 | Rapid Bukareszt   | 3:0   | Hapoel Hamapil       | 15:1, 15:0, 15:3                 |
| 17.12.1972 | Rapid Bukareszt   | 3:0   | Hapoel Hamapil       | 15:3, 15:13, 15:7                |
|            |                   |       |                      |                                  |
| 21.12.1972 | Fenerbahçe SK     | 0:3   | Start Łódź           | 1:15, 1:15, 7:15                 |
| 03.01.1973 | Fenerbahçe SK     | 0:3   | Start Łódź           |                                  |
|            |                   |       |                      |                                  |
| 03.12.1972 | Fini Modena       | 3:1   | ASPTT Montpellier    | 15:8, 15:10, 6:15, 15:12         |
|            | Fini Modena       | :     | ASPTT Montpellier    |                                  |
|            |                   |       |                      |                                  |
|            | Den Haag          | :     | SC Dynamo Berlin     |                                  |
| 10.12.1972 | Den Haag          | 0:3   | SC Dynamo Berlin     |                                  |

### Ćwierćfinał
| Data       | Drużyna 1        | Wynik | Drużyna 2         | Sety                     |
| ---------- | ---------------- | ----- | ----------------- | ------------------------ |
| 14.01.1973 | Nim-Se Budapeszt | 3:0   | Tatran Střešovice | 16:14, 15:6, 15:4        |
| 19.01.1973 | Nim-Se Budapeszt | 1:3   | Tatran Střešovice | 13:15, 16:14, 9:15, 4:15 |
|            |                  |       |                   |                          |
|            | Dinamo Moskwa    |       |                   |                          |
|            |                  |       |                   |                          |
|            |                  |       |                   |                          |
| 14.01.1973 | Rapid Bukareszt  | 3:0   | SC Dynamo Berlin  | 15:?, 17:15, 16:14       |
|            | Rapid Bukareszt  | :3    | SC Dynamo Berlin  |                          |
|            |                  |       |                   |                          |
|            | Start Łódź       |       |                   |                          |
|            |                  |       |                   |                          |

### Turniej finałowy
Apeldoorn
Tabela
| Lp. | Drużyna          | Pkt | Mecze | Mecze | Mecze | Sety | Sety | Sety  |
| Lp. | Drużyna          | Pkt | M     | W     | P     | wyg. | prz. | ratio |
| --- | ---------------- | --- | ----- | ----- | ----- | ---- | ---- | ----- |
| 1   | Nim-Se Budapeszt | 6   | 3     | 3     | 0     | 9    | 1    | 9.000 |
| 2   | Dinamo Moskwa    | 5   | 3     | 2     | 1     | 6    | 3    | 2.000 |
| 3   | Start Łódź       | 4   | 3     | 1     | 2     | 4    | 7    | 0.571 |
| 4   | SC Dynamo Berlin | 2   | 2     | 0     | 2     | 1    | 9    | 0.111 |

Wyniki
| Data       | Drużyna 1        | Wynik | Drużyna 2        | Sety                     |
| ---------- | ---------------- | ----- | ---------------- | ------------------------ |
| 09.03.1973 | Nim-Se Budapeszt | 3:0   | Dinamo Moskwa    | 15:4, 15:8, 16:14        |
| 09.03.1973 | Start Łódź       | 3:1   | SC Dynamo Berlin | 15:6, 16:14, 10:15, 15:2 |
|            |                  |       |                  |                          |
| 10.03.1973 | Dinamo Moskwa    | 3:0   | Start Łódź       | 15:11, 15:9, 15:13       |
| 10.03.1973 | Nim-Se Budapeszt | 3:0   | SC Dynamo Berlin | 16:14, 15:9, 15:4        |
|            |                  |       |                  |                          |
| 11.03.1973 | Nim-Se Budapeszt | 3:1   | Start Łódź       | 15:1, 15:17, 15:8, 15:6  |
| 11.03.1973 | Dinamo Moskwa    | 3:0   | SC Dynamo Berlin |                          |

## Klasyfikacja końcowa
| Miejsce | Drużyna          |
| ------- | ---------------- |
| złoto   | Nim-Se Budapeszt |
| srebro  | Dinamo Moskwa    |
| 3.      | Start Łódź       |
| 4.      | SC Dynamo Berlin |